# Aravankad
Aravankad è una città dell'India di 5.304 abitanti, situata nel distretto dei Nilgiri, nello stato federato del Tamil Nadu. In base al numero di abitanti la città rientra nella classe V (da 5.000 a 9.999 persone).

## Geografia fisica
La città è situata a 11° 21' 43 N e 76° 45' 59 E.

## Società

### Evoluzione demografica
Al censimento del 2001 la popolazione di Aravankad assommava a 5.304 persone, delle quali 2.811 maschi e 2.493 femmine. I bambini di età inferiore o uguale ai sei anni assommavano a 379, dei quali 181 maschi e 198 femmine. Infine, coloro che erano in grado di saper almeno leggere e scrivere erano 4.604, dei quali 2.566 maschi e 2.038 femmine.